# Mammillaria perbella
Mammillaria perbella là một loài thực vật có hoa trong họ Cactaceae. Loài này được Hildm. ex K. Schum. mô tả khoa học đầu tiên năm 1899.

## Hình ảnh

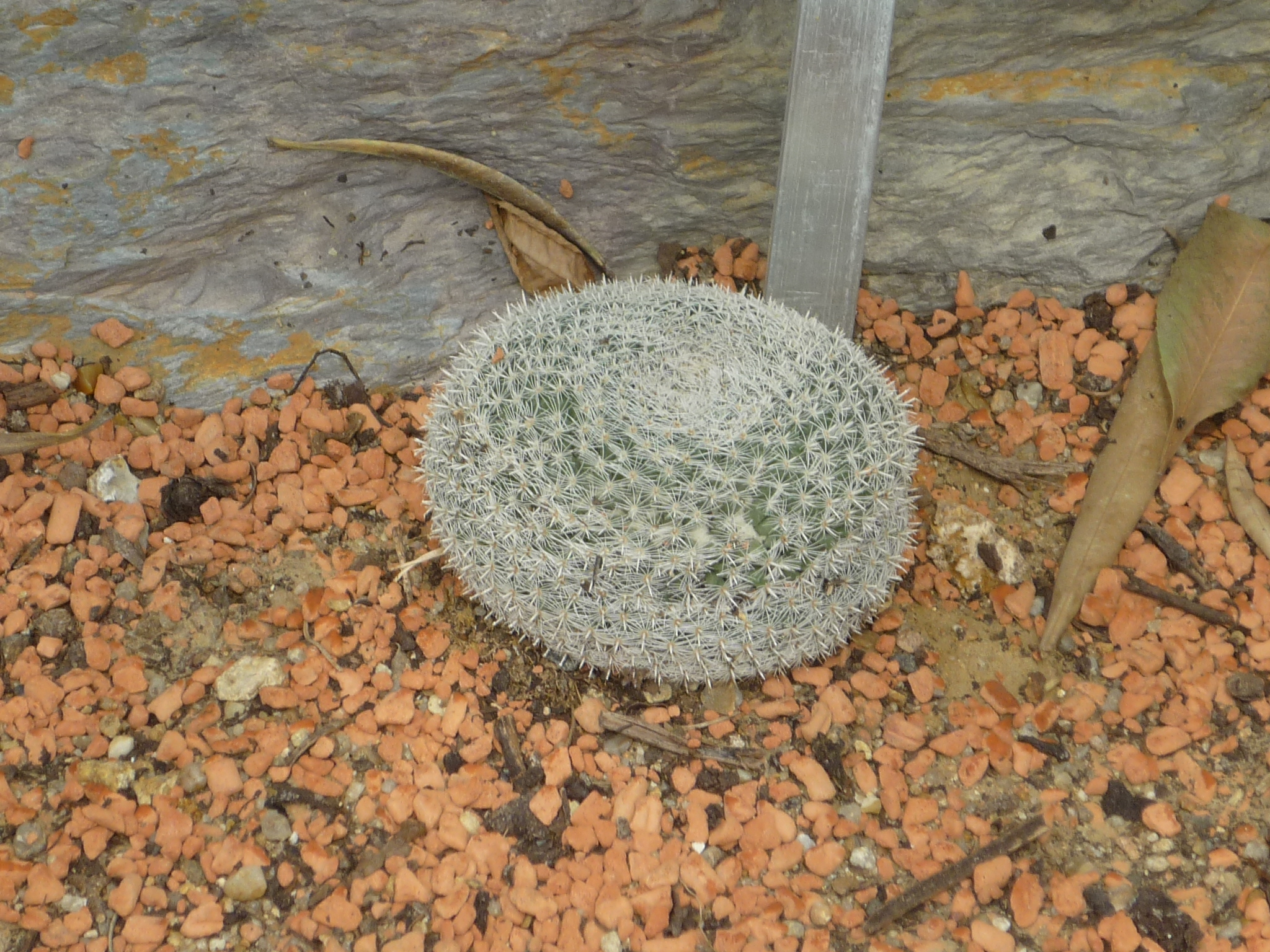
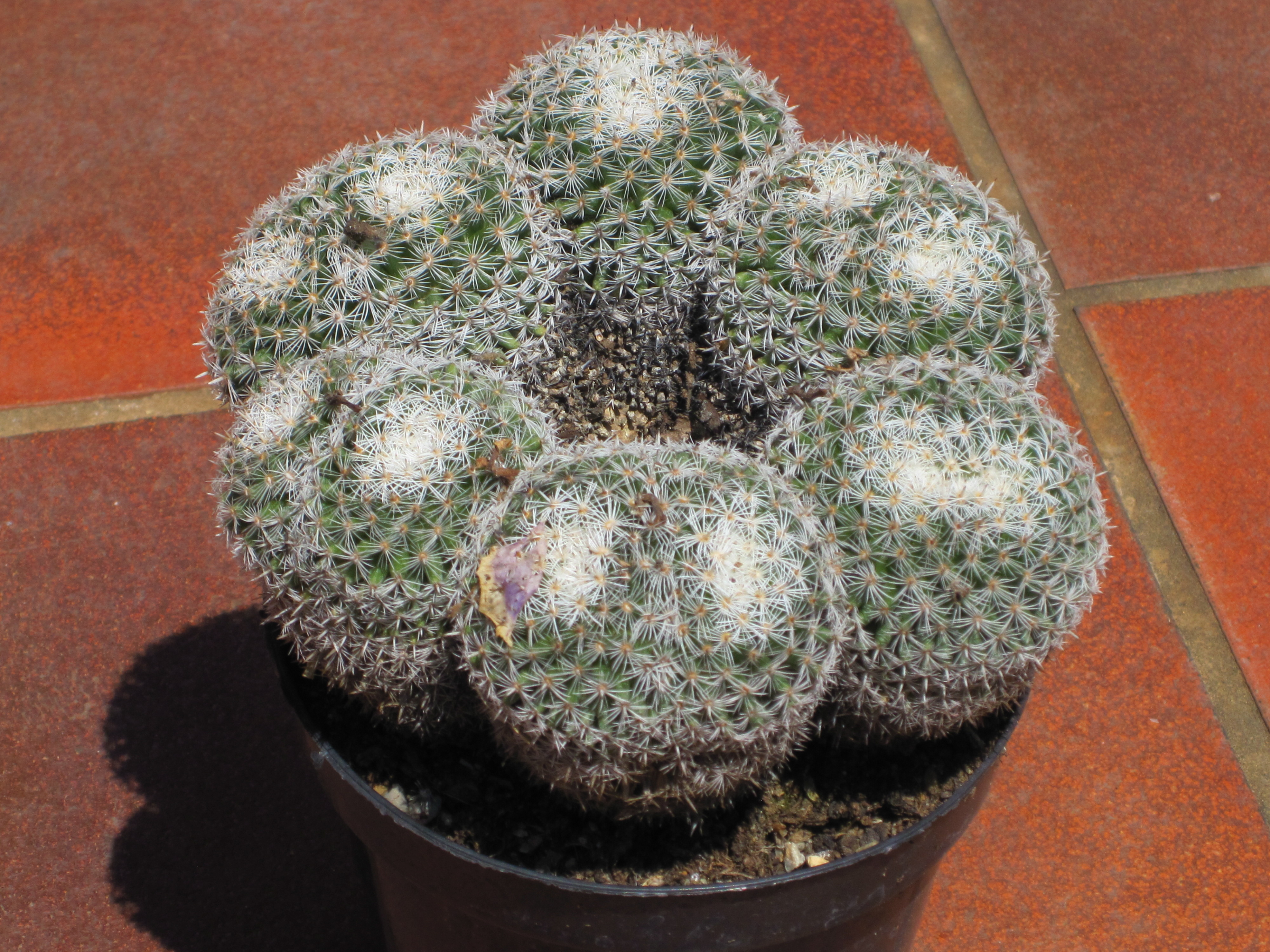
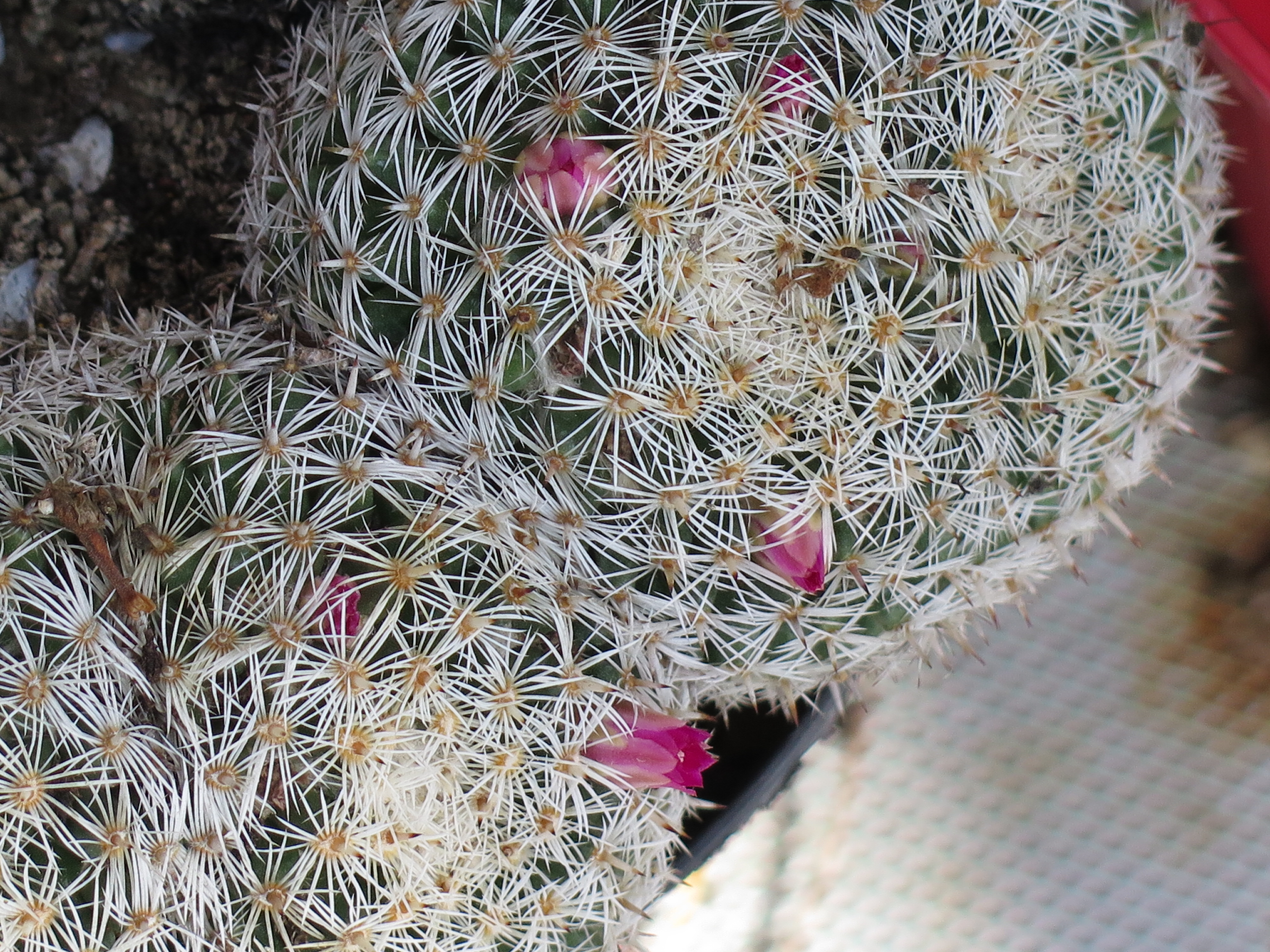